# Arbeitsleistung

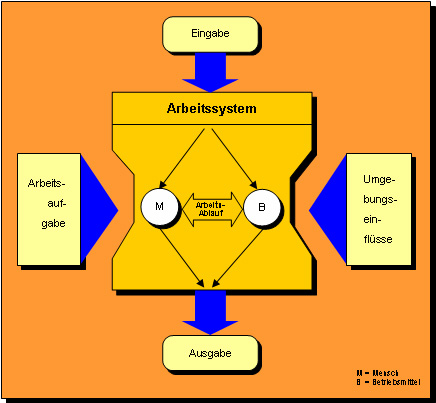
Bestimmungsgrößen der Arbeitsleistung

Unter Arbeitsleistung versteht man in der Wirtschaft das durch Arbeitspersonen innerhalb der Arbeitszeit erbrachte Arbeitsvolumen als Arbeitsergebnis mit einer bestimmten Arbeitsqualität.

## Begriff
Das Kompositum Arbeitsleistung setzt sich aus Arbeit und Leistung zusammen. Dabei ist von der betriebswirtschaftlichen Leistung als sachzielorientierter Handlung im Unternehmen auszugehen, die dazu dient, Güter oder Dienstleistungen zu produzieren. Es ist deshalb nicht berechtigt, von der Bedeutung des Begriffs „Leistung“ in der Physik auszugehen, was dazu führen würde, dass die Arbeitsleistung eine Tautologie darstellen würde, weil „Leistung“ in der Physik als „Arbeit pro Zeitspanne“ definiert ist und daher der Begriff „Arbeitsleistung“ sprachlich auch in die Form „Arbeits-Arbeit pro Zeitspanne“ gebracht werden könnte. Unter dem physikalischen Leistungsbegriff bedeutet Arbeitsleistung vielmehr die „nach Art und Menge bestimmte Arbeit pro Zeitspanne“.

## Allgemeines
Die menschliche Arbeitsleistung ist Erkenntnisobjekt insbesondere in der Betriebswirtschaftslehre, Arbeitswissenschaft, Arbeitsphysiologie und der Arbeitspsychologie, so dass die Arbeitsleistung aus verschiedenen Perspektiven betrachtet werden kann.
Die menschliche Arbeitsleistung ist ein entscheidendes Kriterium beim Produktionsfaktor Arbeit. Die Betriebswirtschaftslehre versteht in diesem Zusammenhang die Arbeitsleistung als Prozess der Umbildung eines Arbeitsobjektes und das Ergebnis der verrichteten Arbeit (Arbeitsergebnis). Die Gegenleistung für die erbrachte Arbeitsleistung ist das vom Arbeitgeber an den Arbeitnehmer gezahlte Arbeitsentgelt, das gleichzeitig den Preis für den Produktionsfaktor Arbeit darstellt. Bestimmungsfaktoren der Arbeitsleistung sind nach Hermann Böhrs insbesondere die aufgabengemäß erforderliche Qualifikation der Arbeitskräfte, die Nutzung der erforderlichen Arbeitsmittel, die angewandte Arbeitsmethode, die Arbeitsintensität, die Arbeitsproduktivität, der Grad der Nutzung der Arbeitszeit, die Arbeitsaufgaben, die Arbeitsumgebung und der Materialwiderstand. Unter dem Materialwiderstand versteht er den Widerstand, den Arbeitsmittel der menschlichen Arbeit entgegensetzen.
Die Arbeitswissenschaft untersucht die Steigerung der Arbeitsleistung (Arbeitsintensivierung) und des Arbeitsergebnisses bei konstanter Arbeitsleistung (Rationalisierung), die Arbeitsphysiologie interessiert sich für die Ursachen der Schwankungen der Arbeitsleistung im Tagesverlauf und zeichnet diese in einer Arbeitskurve auf. Der Psychologe Hugo Münsterberg erkannte 1912, dass im „Interesse des ökonomischen Erfolges sowie im Interesse der Persönlichkeitsentwicklung für jede wirtschaftliche Arbeitsleistung die geeignete Persönlichkeit zu finden“ ist. Der Hawthorne-Effekt brachte die Erkenntnis, dass Gruppenbeziehungen die Arbeitsleistung stärker beeinflussen als finanzielle Anreizsysteme oder Pausenregelungen.

## Geschichte
Der Nationalökonom Lujo Brentano erkannte bereits im Jahre 1876 die Abhängigkeit der Arbeitsleistung von Arbeitslohn und Arbeitszeit. Der Psychiater Emil Kraepelin begann im Jahre 1890 mit der Erforschung arbeitspsychologischer Zusammenhänge von Ermüdung und Übung bei der Arbeit. Seine Forschungen ergaben 1902 eine m-förmig verlaufende Arbeitskurve, die die Schwankungen der Arbeitsleistung innerhalb von 24 Stunden wiedergab. Er wies nach, dass die tägliche und wöchentliche Arbeitsleistung nicht konstant bleibt, sondern mehr oder weniger starken Schwankungen unterliegt.
Der Betriebswirt Erich Gutenberg teilte 1955 die Arbeitsleistung in „objektbezogene“ und „dispositive Arbeitsleistung“ ein. Dabei verstand er unter „objektbezogenen Arbeitsleistungen“ alle Tätigkeiten, „die unmittelbar mit der Leistungserstellung, der Leistungsverwertung und finanziellen Aufgaben“ verbunden sind. Als „dispositive Arbeitsleistung“ sah er alle Arbeiten an, „die mit der Leitung und Lenkung der betrieblichen Vorgänge im Zusammenhang stehen“. Gutenberg wies 1958 darauf hin, dass die menschliche Arbeitsleistung im Betrieb von seinen Fähigkeiten und seinem Antrieb bestimmt werde. Fähigkeiten waren seine körperlichen, geistigen und seelischen Anlagen, unter Antrieben verstand er eine „positive Einstellung zur Arbeit“ (also Arbeitsmotivation). Diese Faktoren nennt er subjektive Arbeitsbedingungen, während die objektiven Arbeitsbedingungen die Arbeitstechnik, Gestaltung des Arbeitsplatzes und die Pausenregelung umfassen.
Das Arbeitsentgelt musste für Hermann Böhrs 1958 die Grundsätze der betrieblichen Lohngestaltung erfüllen:
- Anforderungsgerechtes Arbeitsentgelt: es muss den körperlichen, geistigen und seelischen Anforderungen entsprechen, die die Art der Arbeit an das Personal stellt;
- Leistungsgerechtes Arbeitsentgelt: es muss der Arbeitsleistung entsprechend dem Leistungsgrad entsprechen.

Für den Arbeitsphysiologen Otto Graf (1893–1962) setzte sich die Arbeitsleistung 1960 aus folgenden Faktoren zusammen:
- Leistungsfähigkeit
  - Anlagen
  - Entfaltung
- Leistungsbereitschaft
  - körperlich
  - geistig-seelisch

Dabei ist zu berücksichtigen, dass für Betriebswirte bei der Arbeitsleistung die Arbeitsproduktivität im Vordergrund steht, bei Arbeitsphysiologen ist jedoch der menschliche Körper und dessen Eignung zur Arbeit das Erkenntnisobjekt.
Konrad Mellerowicz wies 1960 darauf hin, dass Leistung einerseits als Tätigkeit, andererseits als Tätigkeitsergebnis bezeichnet werden kann, wobei letzteres in der Betriebswirtschaftslehre von übergeordneter Bedeutung sei.

## Kennzahlen zur Arbeitsleistung
Mehrere betriebswirtschaftliche Kennzahlen befassen sich mit der Messung der Arbeitsleistung.

### Arbeitsproduktivität
Die Arbeitsleistung kann als Arbeitsproduktivität gemessen werden, soweit Output und Input messbar sind. Beachten sollte man hierbei, dass die Produktivität eine rein technisch-mengenmäßige Größe ist. Produktivitäten lassen sich am besten innerhalb einer Branche oder bei gleicher Tätigkeit vergleichen (Homogenität (Gleichheit) der Arbeitsbedingungen).
BeispielSchusterfirma A und B vergleichen ihre Produktivität:
- Schuster A stellt 50 Paar Schuhe in 5 Stunden her: Leistung = 10 Schuhe pro Stunde.
- Schuster B stellt 15 Paar Schuhe in 1 Stunde  her: Leistung = 15 Schuhe pro Stunde.

Hierbei sind die hergestellten Schuhe das Arbeitsergebnis (das Produkt als sog. Output) und die eingesetzten Arbeitsstunden der Arbeitseinsatz (Input).
Berechnung der Arbeitsproduktivität allgemein durch
{\displaystyle {\frac {\text{gemessener Output}}{\text{gemessener Input}}}}.
Beispiele
- Arbeitsproduktivität Schuster A: 50 Paar Schuhe/5 Arbeitsstunden = 10 Schuhe pro Stunde
- Arbeitsproduktivität Schuster B: 15 Paar Schuhe/1 Arbeitsstunde  = 15 Schuhe pro Stunde

ErgebnisDer Produktivitätsfaktor ist also bei Schuster A mit 10 Schuhen pro Stunde und bei B mit 15 Schuhen pro Stunde anzusehen.
Das Beispiel macht deutlich, dass bei sehr hohen Zahlen nicht immer auf den ersten Blick zu sehen ist, welcher Betrieb produktiver arbeitet.
{\displaystyle {\text{Produktivität(Leistung)}}={\frac {\text{Output}}{\text{Input}}}={\frac {\text{Schuhe}}{\text{Stunde}}}}
Bei Durchführung derartiger Messungen ist eine genaue Betrachtung der verwendeten Maßstäbe von besonderer Bedeutung. So wird im obigen Beispiel die Qualität und Ausführung (z. B. Schuhgröße und damit Menge des Materials) der hergestellten Schuhe nicht berücksichtigt, was gegebenenfalls zu einer Fehlbeurteilung der beiden Schuster führt. Ferner wird nicht berücksichtigt, ob der Schuster B diese Leistung über eine Schicht (z. B. 8 Stunden) durchhält.
In einigen Arbeitsgebieten ist es nicht hinreichend möglich, geeignete Maßstäbe zur Bemessung der Arbeitsleistung aufzustellen.

### Wirtschaftlichkeit
Ein Vergleich zwischen unterschiedlichen Branchen ist hingegen mit der Wirtschaftlichkeitsberechnung möglich:
{\displaystyle ={\frac {\text{Umsatzerlöse}}{\text{Arbeitskosten}}}}
oder
{\displaystyle ={\frac {\text{Ausbringung in Werteinheiten}}{\text{Einsatz in Werten}}}}.
Der Ausbringung wird der Einsatz von Produktionsfaktoren gegenübergestellt. Eine wirtschaftlich arbeitende Arbeitskraft wird folglich einen Faktor > 1,0 aufweisen.
BeispielEin Schuster und ein Autor vergleichen ihre Wirtschaftlichkeit:
- Ein Schuster verkauft 20 Paar Schuhe zu 50 € in einer Stunde. Er hat für die Herstellung der Schuhe 60 Stunden gebraucht, für die je 20 € Kosten anfallen.
- Ein Autor verkauft seine Kolumne mit 420 Seiten für 5 € pro Seite an einen Verlag. Er hat für die Erstellung seiner Kolumne 80 Stunden gebraucht, die ihn je 40 € gekostet haben.

Berechnung der Wirtschaftlichkeit durch
- Wirtschaftlichkeit Schuster: {\displaystyle {\frac {20\,{\text{Schuhpaare}}\cdot 50\,{\frac {\text{Euro}}{\text{Schuhpaar}}}}{60\,{\text{Stunden}}\cdot 20\,{\frac {\text{Euro}}{\text{Stunden}}}}}=0{,}83}

Der Faktor 0,83 drückt die Effizienz der Produktion aus.
- Wirtschaftlichkeit Autor: {\displaystyle {\frac {420\,{\text{Seiten}}\cdot 5\,{\frac {\text{Euro}}{\text{Seite}}}}{80\,{\text{Stunden}}\cdot 40\,{\frac {\text{Euro}}{\text{Stunden}}}}}=0{,}66}

ErgebnisWeder der Schuster noch der Autor arbeiten kostendeckend, da der Effizienzfaktor < 1 ist. Der Schuster hat aber weniger verlustträchtig gearbeitet als der Autor.

## Betriebswirtschaftliche Sicht
In der Betriebswirtschaftslehre werden die allgemeinen Begriffe Produktivität und Wirtschaftlichkeit ebenfalls umfassend gewürdigt. Während die Produktivität das mengenmäßige Verhältnis zwischen Output und Input des Produktionsprozesses bezeichnet, wird mit der Wirtschaftlichkeit der wertmäßige Output (Ertrag) dem wertmäßigen Input (Aufwand) gegenübergestellt:
{\displaystyle {\text{Wirtschaftlichkeit}}={\frac {\text{Ertrag}}{\text{Aufwand}}}}
Gelangen mehrere Produktionsfaktoren zum Einsatz, verliert die genannte Kennzahl ihren Aussagewert, weil es sinnlos ist, zur Inputermittlung Werkstoff-Verbrauchsmengen, Menschliche Arbeitsstunden und Maschinenstunden zu einer Summe zusammenzufassen. In der Praxis werden deshalb eher partielle Produktionskennziffern ermittelt wie beispielsweise
{\displaystyle {\text{Arbeitsproduktivität}}={\frac {\text{Anzahl gleichartiger Verrichtungen}}{\text{Arbeitsstunde}}}}.
Das Ziel unternehmerischer Tätigkeit besteht im marktwirtschaftlichen System darin, durch planvolles Handeln einen Zustand zu erreichen, der über die Erfüllung von Mindestbedingungen hinausgeht, wonach langfristig Aufwendungen durch Erträge gedeckt sein müssen.